# Alfred-Augustin-Paulin-Pierre Conquet
Alfred-Augustin-Paulin-Pierre Conquet, francoski general, * 27. april 1886, † marec 1977.